# Blythe Masters

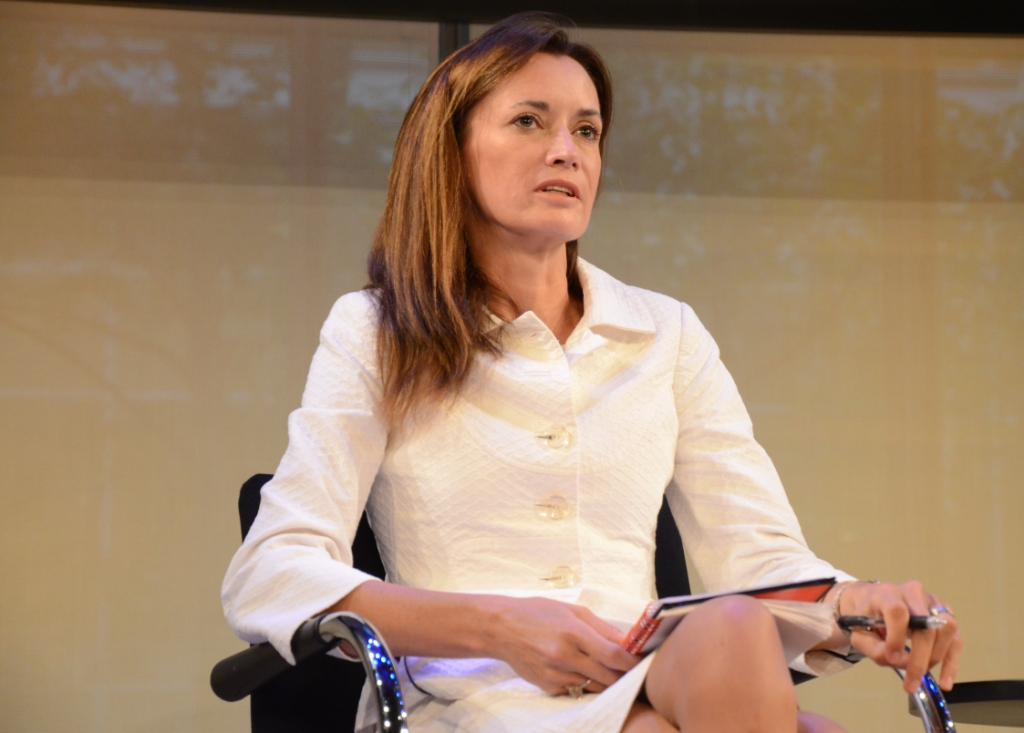
Blythe Masters, 2015

Blythe Masters (* 22. März 1969 in Oxford, England) ist eine amerikanisch-britische Investmentbankerin, die vor allem durch ihre berufliche Tätigkeit beim Bankhaus JP Morgan bekannt geworden ist und als maßgebliche Erfinderin des Finanzderivats Credit Default Swap (CDS) bezeichnet wird.

## Leben
Masters wuchs im Südosten Englands auf. Sie besuchte das King’s-College-Internat in Canterbury. Am Trinity College in Cambridge erwarb sie 1991 einen Abschluss in Volkswirtschaftslehre (Economics). Anschließend begann sie ihre berufliche Laufbahn bei JP Morgan im Bereich Warenterminhandel. Nach drei Jahren wechselt sie zur Zentrale nach New York.
2004 wurde sie im Alter von 34 zum Chief Financial Officer von JP Morgan berufen. JP Morgan war damals Pionier bei der Einführung von Credit Default Swaps, durch die das Ausfallrisiko einer Forderung über Dritte abgesichert wurde und in Form eines eigenständigen Wertpapiers handelsfähig gemacht wurde. Dies war eine wesentliche Voraussetzung, um die diversen Formen der Forderungsbesicherten Wertpapiere wie Asset Backed Securities, Collateralized Debt Obligation oder Mortgage Backed Securities mit positiven Ratings auszustatten und auf dieser Grundlage handelsfähig zu machen.
Ab Anfang 2009 führte Blythe Masters den Bereich Global Commodities bei J.P. Morgan, der Investmentbank von JPMorgan Chase & Co., und war Mitglied im Executive Committee, dem Vorstand des Unternehmens. 2009 erarbeitete sie im Auftrag der Bank Derivate für den Kohlendioxid-Emissionshandel, die wie zuvor die Finanzprodukte Risiken für Investoren verlagern sollten.
Nachdem J.P. Morgan den Bereich der Physical Commodities an die Mercuria Energy Group verkaufte, verließ Masters J.P. Morgan im Jahr 2014.
Von 2021 bis 2023 war sie Verwaltungsrätin der Credit Suisse.
Masters ist verheiratet und hat eine Tochter; sie lebt mit ihrer Familie in New York.